# Aeroportul Vangaindrano
Aeroportul Vangaindrano (IATA: VND, ICAO: FMSU) este un aeroport din Madagascar.
aeroportul dispune de o singură pistă.